# Чилдресс-Полк, Сара
Сара Чилдресс Полк (англ. Sarah Childress Polk; 4 сентября 1803 — 14 августа 1891) — супруга 11-го президента США Джеймса Полка и Первая леди Соединённых Штатов с 4 марта 1845 по 3 марта 1849 года.

## Биография
Сара, третья из шестерых детей, родилась в 1803 году в семье купца и плантатора Джоэля Чилдресса и Элизабет Уитситт-Чилдресс. Была хорошо образованной для своего времени, посещала эксклюзивную Моравскую женскую академию в Сейлеме, Северная Каролина. Также, Сара обучалась в колледже Сейлема в Уинстон-Сейлеме, Северная Каролина, который был одним из немногих учебных заведений для получения высшего образования, доступного женщинам в начале XIX столетия.
Впервые Сара познакомилась с Джеймсом Полком в 1815 году. Несколько лет спустя у них завязались романтические отношения. 1 января 1824 года Сара Чилдресс вышла замуж за Джеймса Полка. Церемония бракосочетания состоялась в доме на плантации родителей невесты. Полк, не имевший детей, воспитывал своего племянника, Маршала Тейт Полка (1831—1884). После смерти мужа Сара приняла опекунство над осиротевшей племянницей, Сарой Полк Джеттон (1847—1927).
Сару Полк охарактеризовывали, как живую, очаровательную, умную и хорошего собеседника. Во время президентства мужа часто обсуждала с ним политические вопросы. Будучи Первой леди и набожной пресвитерианкой, она запретила танцы и крепкие спиртные напитки на официальных приёмах в Белом доме, и отказывалась посещать гонки и театр. При ней в День благодарения проходили ежегодные обеды.
После истечения срока президентских полномочий, Сара с мужем поселилась в Нашвилле, штат Теннесси. Во время Гражданской войны она поддерживает Конфедерацию. Умерла Сара Полк 14 августа 1891 года, похоронена рядом с мужем.